# Webster-Ashburton-Treaty

Karte mit den Grenzverläufen

Der Webster-Ashburton Treaty (englisch für: Webster-Ashburton-Vertrag) ist ein am 9. August 1842 in Washington, D.C. unterzeichneter Vertrag, der den Grenzverlauf zwischen dem US-amerikanischen Bundesstaat Maine und der kanadischen Provinz New Brunswick regelt. Er beendete den sogenannten Aroostook-Krieg zwischen den Vereinigten Staaten und der britischen Kolonie New Brunswick.
Des Weiteren bekräftigte er den bereits in früheren Verträgen festgelegten Verlauf der Grenze zwischen Kanada und den Vereinigten Staaten:
- die Grenze zwischen dem Oberen See (Lake Superior) und dem Lake of the Woods wie im Frieden von Paris von 1783 festgelegt und
- die Grenze zwischen Minnesota und den Rocky Mountains wie im Londoner Vertrag von 1818 festgelegt.

Darüber hinaus enthält er Regelungen zur gemeinsamen Nutzung der Großen Seen und zum Kampf für die Beendigung des überseeischen Sklavenhandels.
Die Namensgeber und Hauptunterzeichner waren Daniel Webster, damaliger Außenminister der Vereinigten Staaten, und der britische Politiker Alexander Baring, 1. Baron Ashburton.